# Slaterocoris arizonensis
Slaterocoris arizonensis är en insektsart som beskrevs av Knight 1970. Slaterocoris arizonensis ingår i släktet Slaterocoris och familjen ängsskinnbaggar. Inga underarter finns listade i Catalogue of Life.